# Espes
Espes (IV/VI wiek) – biskup Spoleto, autor złożonego z dwunastu wierszy poematu na cześć męczennika Widala, którego ukrzyżowane ciało znalazł właśnie biskup Espes.